# Flauta dulce

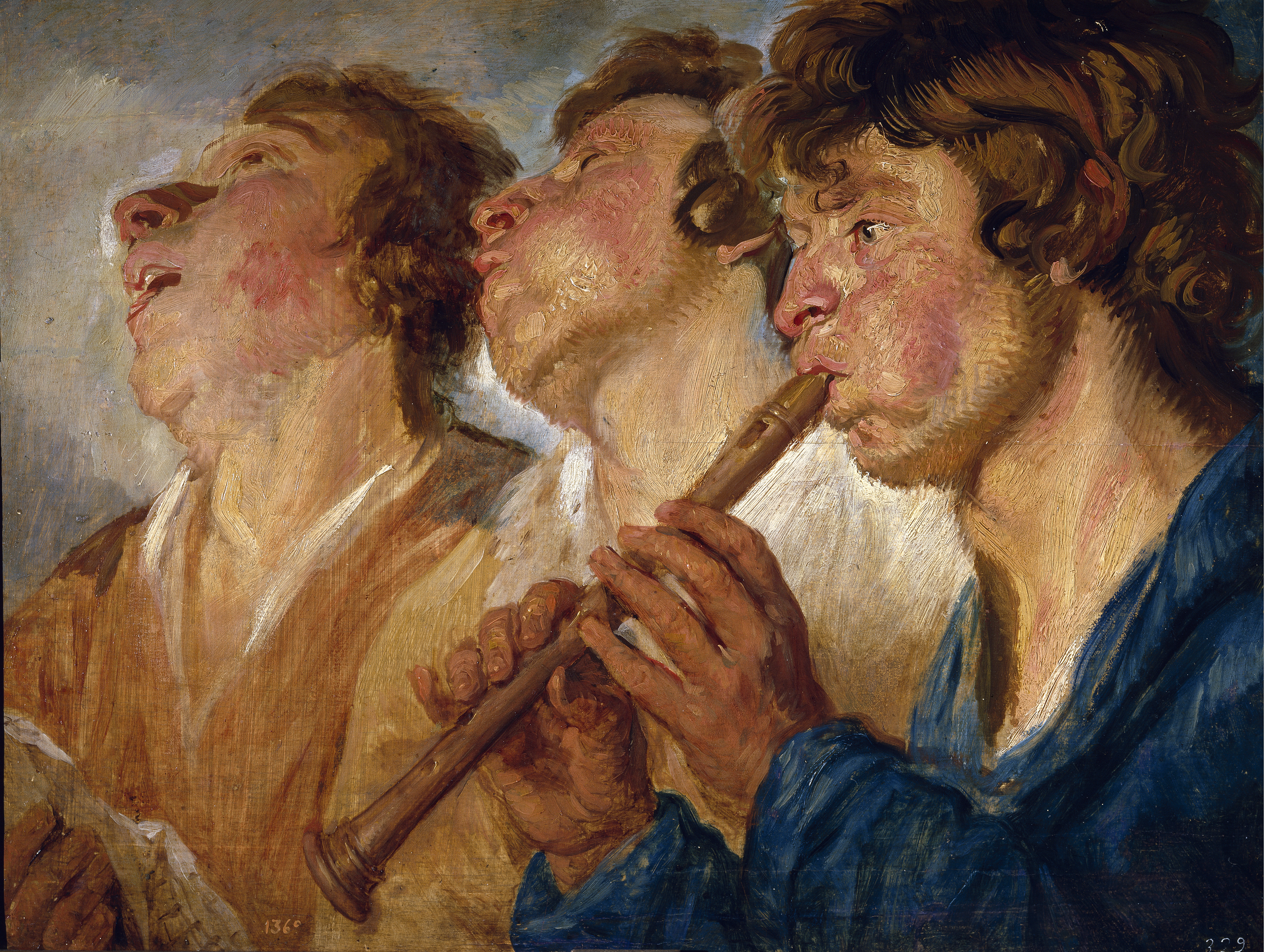
Detalle de la pintura Tres músicos ambulantes (Museo del Prado) del artista flamenco Jacob Jordaens en la que se aprecia a uno de los personajes tocando una flauta.

La flauta dulce o flauta de pico es un instrumento de viento madera formado por un tubo cilíndrico con ocho orificios, siete de los cuales están situados en la parte delantera y uno en la trasera. El sonido se produce cuando el intérprete sopla a través de la boquilla del instrumento haciendo chocar el aire contra el bisel, mientras utiliza los dedos para tapar y destapar los orificios obteniendo así las diversas notas musicales.
Este instrumento se conoce desde la Edad Media, periodo durante el cual alcanzó una gran popularidad que continuó a lo largo del Renacimiento y del Barroco. La primera flauta fue encontrada en Alemania con 43 000 años de antigüedad. Cayó en desuso en el Clasicismo y el Romanticismo al desarrollarse la orquesta clásica que estaba poblada de instrumentos más sonoros. A partir del siglo XX recuperó vigencia como parte del interés en las interpretaciones historicistas de música renacentista y barroca, es decir, piezas que se tocaban con los instrumentos originales de la época. Su difusión mundial creció gracias a sus posibilidades pedagógicas como herramienta para la iniciación musical.

## Familia de flautas

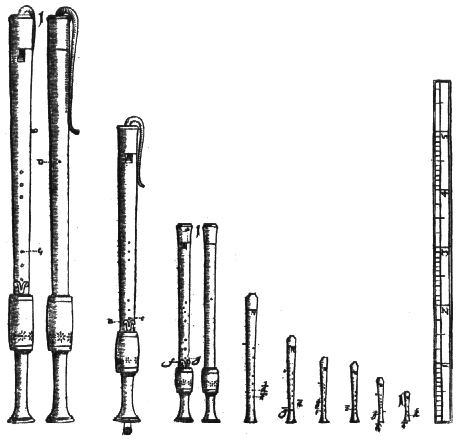
Familia de flautas en una ilustración del Syntagma Musicum (1614-19) de Michael Praetorius.

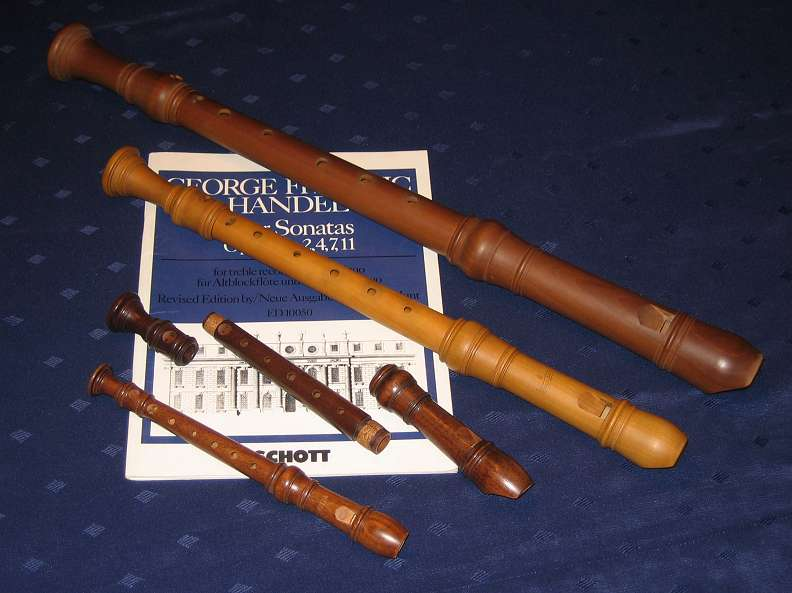
Flautas dulces barrocas: Tenor, Alto, Soprano y Sopranino.

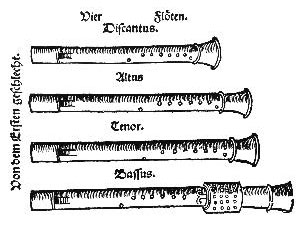
Ilustración de la obra de 1529 Musica instrumentalis deudsch (Música instrumental alemana), de Martin Agricola.

A partir del Renacimiento, la flauta dulce se construye utilizando y formando familias que asemejan la distribución tonal de la voz humana mediante conjuntos (consorts, en inglés) también comunes en los instrumentos de cuerda (violín, viola, violonchelo y contrabajo). Por este motivo existen desde flautas dulces de menos de 15 centímetros de longitud hasta modelos de más de dos metros y medio. Las más difundidas y conocidas, sin embargo, son la flauta dulce soprano, instrumento común en las escuelas para iniciación musical, y la flauta dulce contralto, también llamada a veces flauta dulce alto. Todas tienen una tesitura de dos octavas y media, y en general son instrumentos afinados en Do o en Fa:
| Tesitura         | Afinación | Extensión |
| ---------------- | --------- | --------- |
|                  |           |           |
| Garkleine        | do 6      |           |
| Sopranino        | fa 5      |           |
| Soprano          | do 5      |           |
| Contralto o Alto | fa 4      |           |
| Tenor            | do 4      |           |
| Bajo             | fa 3      |           |
| Gran Bajo        | do 3      |           |
| Contrabajo       | fa 2      |           |
| Subcontrabajo    | do 2      |           |
| Subsubcontrabajo | fa 1      |           |

Otros miembros de la familia son las llamadas
- Voice Flute: tenor en re con la misma tonalidad básica que el traverso.
- Fourth Flute y Sixth Flute: las utilizadas, p. ej., en los conciertos de John Baston.

## Técnica del instrumento
La flauta dulce se sostiene en posición vertical, con la mano izquierda más cercana a la embocadura. Una técnica correcta implica atender a la emisión del sonido, su articulación, y la digitación que permite generar las distintas notas.

### Emisión del sonido
La emisión es de carácter "natural", evitando la idea de "soplar". La embocadura del instrumento es un "bloque" (A) dentro del cual un canal de viento (B) dirige el aire directamente contra un borde afilado o bisel (C), que transmite su vibración de aire hacia la columna de aire dentro de la flauta. Por este motivo es relativamente sencillo producir sonidos, aunque la posición de la boca produce variaciones notables en la calidad y timbre del instrumento.

### Articulación del sonido
La articulación es fundamental para la separación entre notas, permitiendo la expresión de la interpretación. La técnica de articulación es común a prácticamente todos los instrumentos de viento, y consiste en el llamado «toque de lengua», cuyas variantes producen distintos modos.
El «toque de lengua» se logra articulando fonemas simples (sin poner en vibración las cuerdas vocales del intérprete), logrando por ejemplo:
- estilo normal: tu-tu-tu
- articulación legato: du-du-du
- articulación staccato: t-t-t
- articulación non legato: dad-dad-dad
- articulación doble staccato: tu-ku-tu-ku

El manejo de esta técnica permite limpieza en los pasajes rápidos, y posibilidades expresivas importantes.

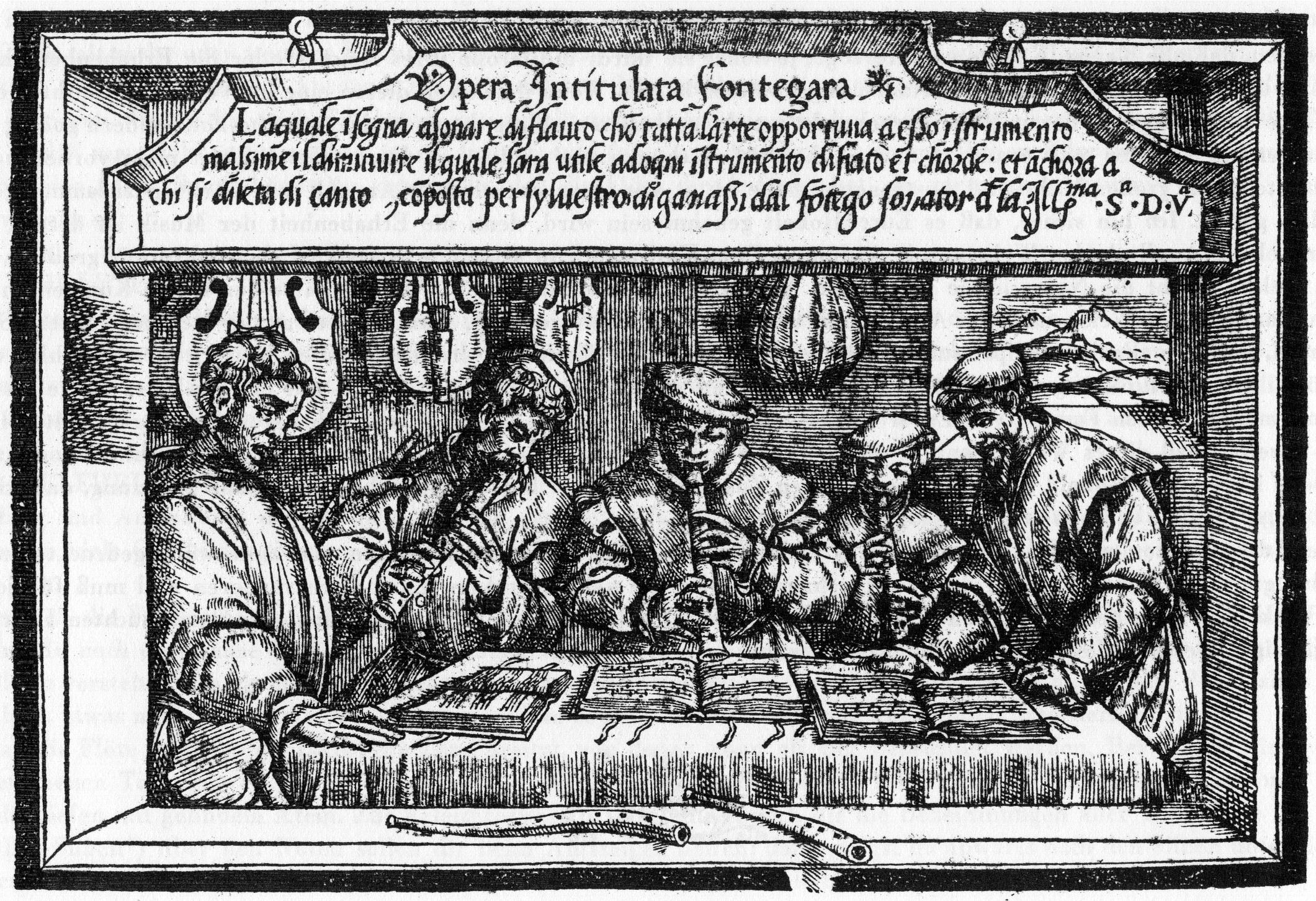
Opera Intitolata Fontegara... de Silvestro Ganassi dal Fontego.

Tratados como "La Fontegara" de Silvestro Gannassi, editado en Venecia en 1535 mencionan un tipo adicional de articulación con el nombre de "Lingua riversa" en el sentido invertida o "al revés". Gannassi propone las sílabas le-re con variantes en todas la vocales. Un tipo de articulación similar es citado en algunos tratados posteriores, por ejemplo Joachim Quantz con la sílaba did'll. El efecto que se busca es el de crear una suerte de superposición de las notas independientemente de la dureza del ataque inicial.
La flexibilidad de esta técnica con la cual se pueden crear notas que van desde un casi legato a un suave stacatto, la llevó a ser considerada uno de los tipos principales si no el principal para articular pasajes rápidos con elegancia (Dalla Casa). En las escuelas de flauta dulce modernas, en su mayoría de vertiente anglosajona, esta técnica es estudiada partiendo del tratado de Quantz (did'll). No existe un criterio unívoco sobre cómo abordar esta articulación partiendo del le-re de Gannassi. Sin embargo, observando la tendencia a la guturalidad que existe aún hoy en la pronunciación de la r en el norte de Italia, se podría pensar que una r entendida como una g suave unida a una compresión de los fonemas, consecuencia natural de la velocidad de los pasajes, podría conducir a una especie de legl- legl en forma natural, creándose de este modo un efecto prácticamente igual al did'll ya citado.
En otros tratados ya del siglo XVIII como "Principios sobre la flauta, la flauta dulce y el oboe"  (publicado en París en 1707) de Jacques - Martin Hotteterre en el capítulo VIII habla extensamente sobre el uso de las articulaciones: 
- Tu ru

Hotteterre también menciona  el uso de estas sílabas para tocar con  inégal, no solo en la flauta dulce sino también de manera general en la interpretación del estilo francés.

## Construcción y modo de funcionamiento

### Diseños comunes

#### Construcción

Sección longitudinal esquemática de un cabezal con bloque (A), canal de viento (B) y borde de corte (C).

Las flautas de pico suelen constar de tres partes: la cabeza, el medio y el pie. Las flautas de pico sopranino, soprano y alto también se fabrican en dos partes, con las piezas del medio y del pie en una sola pieza. La flauta garklein suele estar hecha de una sola pieza. Las piezas individuales están unidas por pasadores ligeramente giratorios. Los pivotes se sellan con un hilo encerado enrollado o con un anillo de corcho. La flauta baja, al igual que todas las flautas más grandes, pueden tener un dispositivo especial de soplado, el arco en S.
Las tres partes de la flauta de pico están unidas para formar un tubo, cuyo orificio es cilíndrico o cónico invertido (es decir, que se estrecha) desde la cabeza hasta el pie, según el tipo de instrumento. El tubo está abierto en el extremo inferior (articulación del pie) y cerrado en el extremo superior en la articulación de la cabeza por un núcleo o bloque que forma un canal de viento (hueco del núcleo). En las flautas escolares sencillas, el canal de viento es ancho y rectangular. En las flautas solistas suele ser más curvo y estrecho. En los tamaños hasta la flauta de pico tenor, la cabeza lleva también la boquilla, también conocida como pico, que se coloca contra los labios. La corriente de aire se introduce en el instrumento a través del hueco del núcleo situado sobre el bloque. Este se encuentra con un borde de corte (borde de soplado) que forma parte del labio (también llamado corte) y es esencial para la producción de tono de la flauta de pico. La articulación media y la del pie llevan agujeros de tono.
Las flautas grandes, como las de tenor, las de bajo y las de contrabajo, también se fabrican con una cabeza acodada. Debido a la curvatura, los instrumentos se "asientan" más alto en el cuerpo del músico y, por tanto, pueden ser tocados sin esfuerzo incluso por niños o adultos con brazos cortos.
Las flautas de pico suelen tener siete agujeros para los dedos en la parte delantera y uno en la parte trasera, que también funciona como soplado. Los dos agujeros de los dedos más bajos pueden ser dobles, lo que hace que los semitonos en cuestión sean más tocables. En las flautas de pico más grandes, la mayoría de los agujeros de tono están cerrados con llaves debido a su amplio espacio. En las flautas sencillas, los agujeros de tono suelen estar perforados de forma cilíndrica. En los instrumentos más sofisticados, los agujeros de tono son a veces socavados. Al socavar, el flautista ensancha el agujero del tono hacia el interior. Esto puede hacerse de manera uniforme, pero también sólo hacia la boquilla o el pie. El rebaje mejora significativamente la entonación y la respuesta de la flauta.

#### Desarrollo del sonido
La corriente de aire formada en el túnel de viento (hoja de aire) comienza a vibrar en el borde de soplado del labio, de modo que el aire fluye alternativamente hacia el interior de la flauta y hacia el exterior. La frecuencia de la vibración y, por tanto, el tono, se determina por la resonancia con la columna de aire del interior del instrumento. 
No es necesario aprender ninguna técnica especial para producir tonos. Es posible producir un tono simplemente soplando en él. Sin embargo, el flautista de pico avanzado es capaz de conseguir una gran variedad de variaciones sonoras utilizando diferentes técnicas de soplado y, sobre todo, utilizando sonidos y técnicas de lengüeta (por ejemplo, "t", "d", "d-g"...).
La condensación en el túnel de viento puede interferir en la producción de sonido. Esto se llama ronquera de gotas.

#### Taladro
El calibre de las flautas de pico del Renacimiento es relativamente amplio y se remonta constructivamente a las flautas medievales. El orificio suele ser aproximadamente cilíndrico. Una flauta de este tipo tiene un sonido fundamental, el rango va desde una tredecima hasta bastante más de dos octavas, dependiendo del modelo. Estos instrumentos están diseñados principalmente para tocar en conjunto y se combinan bien tonalmente entre sí, pero también con otros instrumentos renacentistas de volumen similar. En los tiempos modernos también hay flautas de pico con un diámetro interior aproximadamente cilíndrico, que tienen un sonido potente y fundamental y responden bien a más de dos octavas. El sonido de estos instrumentos es muy sostenido y sólo aumenta su nitidez en la gama de sobreagudos.
En el período Barroco, la idea era estrechar el calibre y hacerlo cónico invertido. Esto significa que el calibre se estrecha hacia el pie. Esto aumenta la velocidad del flujo de aire; también aumenta la presión del aire en la cabeza del instrumento, es decir, donde se produce el sonido. De este modo, el sonido se vuelve más sobretono y agudo. Una buena flauta de pico barroca responde muy bien en más de dos octavas. Las piezas de flauta de pico barrocas, como las partes solistas del Concierto de Brandemburgo 2 y del 4 de Johann Sebastian Bach, los conciertos solistas de Antonio Vivaldi o las Sonatas Fitzwilliam de Georg Friedrich Händel, están diseñadas en consecuencia en su rango. El timbre de una flauta de pico en diseño barroco cambia claramente de forma audible con el tono. De las notas bajas a las altas, el tono se vuelve más potente y agudo.

#### Material
Debido a sus excelentes propiedades frente a la humedad, el bloque se fabrica casi siempre con madera de cedro, más concretamente: con la madera del cedro de Virginia (Juniperus virginiana), que en sentido estricto no es un cedro, sino que pertenece a la familia de los enebros. El cuerpo es principalmente de madera dura, aunque se supone que la dureza de la madera, a diferencia de su densidad y textura superficial, no influye en gran medida en el sonido de la flauta. El origen de las maderas utilizadas solía ser el entorno geográfico del fabricante de flautas de pico; el material original de las flautas de pico en Europa Central eran maderas domésticas más duras como los frutales (peral, ciruelo) o el arce. Con el aumento del comercio interregional e incluso intercontinental, las especies de madera no autóctonas se introdujeron en la fabricación de instrumentos de viento y flautas dulces en Europa, como el boj, más común en el sur de Europa, o las maderas tropicales (maderas preciosas) como la granadilla, el ébano, el palo de rosa y el palosanto. Con la tala de los bosques tropicales, estas maderas tropicales se han vuelto escasas. Por ello, en el siglo XX, especies de madera como el olivo y el haya llamaron la atención de los constructores de instrumentos, estos últimos especialmente en el ámbito de la enseñanza musical. Un caso especial es el uso de madera contrachapada, que es un material sensato y que favorece la calidad de las grabadoras de bajos más grandes debido a su estabilidad dimensional.
Las flautas de pico fabricadas con materiales de construcción alternativos, como el marfil, cuya gran densidad y relativa insensibilidad a la humedad lo hacían interesante para la fabricación de instrumentos, ya eran conocidas en el siglo XVIII. Desde el siglo XX, se utilizan plásticos como la baquelita, o el ABS  por las mismas razones y también por razones de coste. Las flautas de plástico y las combinaciones de plástico y madera están disponibles a gran escala y en diferentes calidades. Son menos costosas y, al mismo tiempo, más fáciles de limpiar, por lo que se utilizan con frecuencia, por ejemplo, en la pedagogía de la flauta dulce.

#### Sistemas de entonación
Las flautas escolares poseen un sistema de entonación temperado. Las flautas de pico históricas, especialmente las del Renacimiento, también se fabrican en afinación de tono medio.

### Forma especial de flauta de ecos
Una forma especial del periodo barroco, la flauta de eco ("Fiauto d'echo"), consiste en dos flautas paralelas del mismo tono pero de diferente volumen. Era capaz de sortear el pequeño rango de dinámica de la flauta de pico y realizar las dinámicas de terraza comunes en la música barroca.

## Historia
En el siglo XVII se produjeron varios cambios en la construcción de los instrumentos, resultando en lo que se conoce como "flauta dulce". Las innovaciones permitieron esta marca en una tesitura de dos octavas y media cromáticas, y la obtención de un timbre más "dulce" que los modelos anteriores.
Durante el siglo XVII, en forma algo confusa, el instrumento es a menudo referenciado simplemente como «flauta» (flauto en italiano), mientras que la flauta travesera es llamada «traverso».
Para esta flauta dulce fue que Bach escribió su 4º Concierto brandemburgués en Sol mayor, a pesar de que Thurston Dart sugirió erróneamente que fue escrito para flageolets.

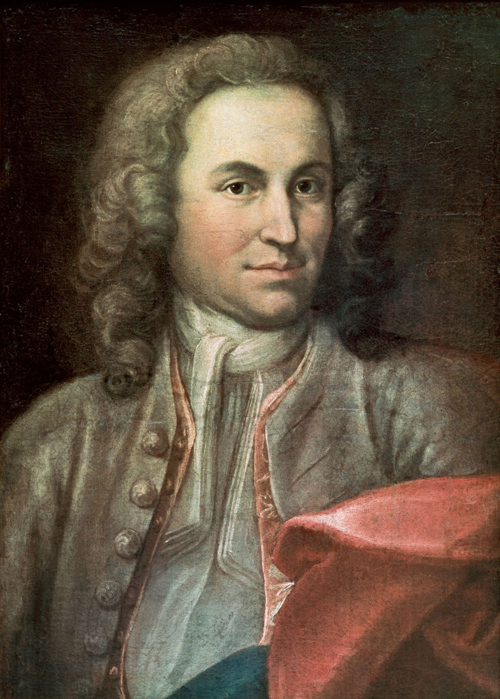
El compositor Johann Sebastian Bach empleó flautas dulces en la instrumentación de diversos conciertos y cantatas.

Realmente, Bach escribió esta obra para dos flauti d'echo, o flautas de eco, un ejemplo de las cuales sobrevive hasta hoy en Leipzig. Consiste en dos flautas dulces en fa, conectadas por pestañas de cuero, de forma que una de ellas se usa para tocar forte, la otra piano.
Antonio Vivaldi escribió tres conciertos para flautino, un instrumento que se pensaba correspondía al píccolo. Actualmente se acepta que realmente, se trataba de la flauta dulce sopranino. Sin embargo en uno de los manuscritos de estos conciertos se puede leer la indicación strumenti alla quarta bassa, hecho que ha llevado a formular la hipótesis que en realidad el instrumento pensado por Vivaldi para estos conciertos era la flauta dulce soprano. Esta hipótesis está avalada por la muy escasa presencia de la flauta dulce sopranino en el barroco tardío y varias referencias al "flauto piccolo" o "flautino" indicando la flauta soprano en re o en do.

### Renacimiento moderno
La flauta renació a principios del siglo XX de la mano de seguidores de la música antigua. Los intérpretes modernos de música renacentista y barroca comenzaron a utilizar los instrumentos originales de aquellas épocas. Sin embargo, la flauta dulce solamente era usada con ese propósito y no era considerada como un instrumento musical histórico y de museo. A comienzos del siglo XX era tan extraña que Stravinsky la confundió con un clarinete [cita requerida].
La incorporación de la flauta dulce en el repertorio musical moderno se debe a Arnold Dolmetsch en el Reino Unido y a una serie de iniciativas previas en el continente europeo, tanto de intérpretes como de eruditos. Por ejemplo, el Conservatorio de Bruselas (donde Dolmetsch cursó estudios), la Bogenhauser Künstlerkapelle (Banda de artistas de Bogenhausen) formada en Alemania en 1890, que interpretaba música de varias épocas y los trabajos de Willibald Gurlitt, Werner Danckerts y Gustav Scheck. El renacimiento de la flauta dulce no puede ser atribuido a Dolmetsch solamente, ni a ninguna persona en singular, puesto que fue el resultado de varios esfuerzos, en parte combinados y en parte independientes entre sí.
Una figura influyente en el renacimiento de la flauta dulce como instrumento serio de concierto fue David Munrow, cuyo doble álbum El Arte de la Flauta dulce (1975), permanece como una importante antología de la música para el instrumento a través de las diferentes épocas. Sin embargo, en modo casi unánime se indica a Frans Brüggen como el personaje más influyente en el renacimiento de la flauta dulce en los escenarios musicales alrededor del mundo. Sus numerosos discos y su actividad pedagógica en Ámsterdam contribuyeron en modo indeleble a formar la así llamada "escuela holandesa" de la flauta, de la cual hoy en día prácticamente todas las escuelas profesionales de flauta dulce descienden directa o indirectamente.
Compositores modernos de gran estatura han escrito obras para la flauta dulce, incluyendo a Paul Hindemith, Luciano Berio, Karlheinz Stockhausen, John Tavener, Michael Tippett, Benjamin Britten, Leonard Bernstein, Robin Milford, Gordon Jacob y Miguel Oblitas Bustamante. También es ocasionalmente utilizada en música popular, incluyendo grupos como los Beatles, los Rolling Stones, Led Zeppelin, Jimi Hendrix.